# Pita
La pita (in greco πίτα, in albanese pite, in ebraico פִּתָּה o פיתה, in arabo كماج, in turco pide) è un tipo di pane piatto lievitato, rotondo, a base di farina di grano. È un cibo tradizionale delle cucine del Medio Oriente e del Mediterraneo, dal Nordafrica all'Afghanistan. Viene anche chiamata pita greca o pane arabo.
Nella gastronomia greca, il significato del termine pita è comunque molto ampio: sta anche a significare una qualsiasi torta salata o dolce, come ad esempio la vasilopita o la spanakopita (quest'ultima preparata principalmente con pasta fillo e spinaci).

## Etimologia
Nei dizionari italiani, il termine "pita" è abbastanza recente in quanto risale alla seconda metà del Novecento, riferendosi ai Balcani, e in special modo alla cucina greca. Molti linguisti attribuiscono l'origine della parola al greco moderno di "torta", "dolce" (es. vasilopita) oppure "pane", che deriverebbe a sua volta dal termine greco antico pēktos (πηκτός -ή -όν) col significato di "denso"; a differenza di altri che pensano derivi dall'ebraico פת (pat), che significa "pagnotta" o "pezzetto".
La parola "pita" (come פיתא), esiste ancora nell'aramaico del Talmud babilonese e indica il pane in generale. Un'altra possibile etimologia viene dalla parola "pită", che in rumeno arcaico (all'epoca parlato anche nel nord della Grecia), vuol dire pane. Un'altra etimologia si rifà a un particolare tipo di pino (Pinus rigida) costituito da strati, proprio come il pane pita.
Da segnalare la relazione con il termine romagnolo "pìda" (e le sue varianti "piê", "pièda"), ad indicare la piadina, consumata durante l'influenza culturale dell'impero romano d'Oriente. Stessa genesi avrebbe la calabrese pitta, un pane bianco a forma di ciambella schiacciata, cotto al forno, e anche la lestopitta grecanica. Il termine è talvolta impiegato per indicare lo stesso prodotto da forno, come in pitta 'nchiusa (un dolce contenente miele e frutta secca).
Dal termine pita, diffuso in area mediterranea e balcanica, in greco πίτα, píta in italiano pita, viene ipotizzato derivi, la pizza.

## Abitudini alimentari

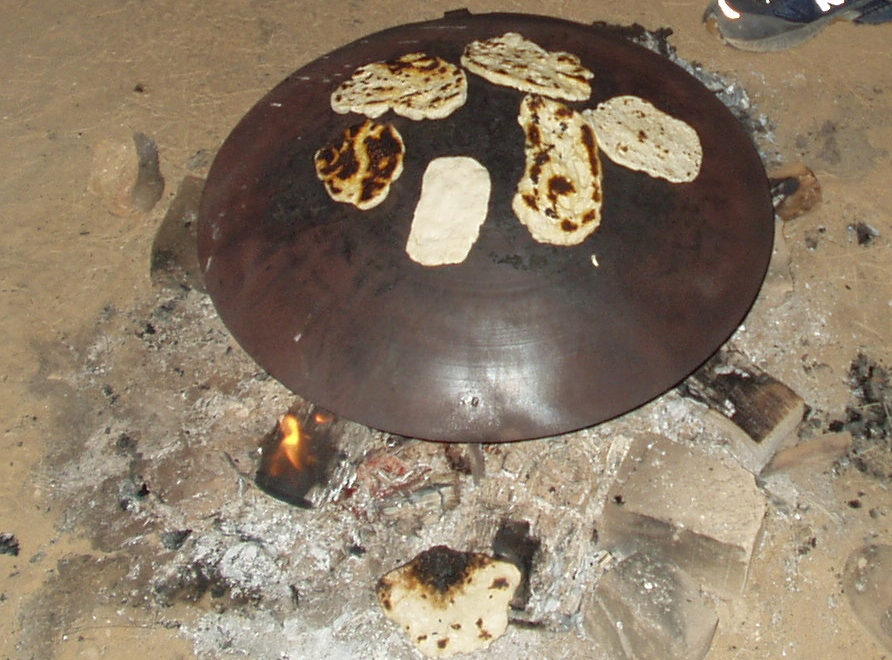
Pita cotta su un focolare all'esterno.

La pita è utilizzata per raccogliere sughi o salse come lo hummus, il baba ganush, la shakshuka e per avvolgere sandwich come kebab, gyros (ricetta greca a base di carne) e falafel (polpette egiziane). La maggior parte dei pani assimilabili alla pita vengono cotti al forno ad alte temperature (700 °F o 370 °C), facendo sì che i dischi appiattiti di pasta crescano velocemente. Una volta rimossi dal forno gli strati di pasta cotta restano separati all'interno della pita sgonfia, consentendo che il pane presenti un'apertura a forma di tasca, da usare in varie farciture.
A partire dagli anni settanta, molta della popolarità della pita è dovuta a queste tasche; infatti invece di essere usate per raccogliere salse, esse vengono riempite di vari ingredienti per formare un panino farcito. Queste sono di solito chiamate "tasche di pita". Alcuni fabbricanti specificano sulle loro confezioni la differenza fra la pita classica (senza aperture) e le pita con tasche.
In Turchia, la pita, chiamata pide e alquanto diversa dalla pita greca o araba, è utilizzata per fare una pietanza simile alla pizza italiana. L'impasto viene modellato come una canoa e riempito con carne, verdure e a volte uovo, per poi essere cotto in forno.
In Gran Bretagna, la parola "pita" è talvolta usata erroneamente per indicare il naan o il khubz arabo, dal momento che entrambi presentano il medesimo aspetto della pita.
In Grecia, la pita si mangia tradizionalmente con varie salse quale lo tzatziki, oppure con pietanze come il gyros.
Nella cucina bulgara, la pita si serve per le occasioni speciali. La sua preparazione e consumo hanno un significato rituale. Per esempio, nella notte prima della vigilia di Natale (bulgaro: Бъдни вечер - badni vecher), ogni casalinga prepara le pite e le decora con simboli augurali di fertilità per il bestiame e un raccolto ricco dai campi, nonché prosperità per ogni membro della famiglia. In ognuna di esse, nasconde una monetina di nichel; secondo la tradizione, chiunque lo trovi diventi il più sano e il più ricco della famiglia. La pita inoltre, è preparata quando sono previsti cari ospiti a pranzo o a cena. Una tradizionale festa di benvenuto in Bulgaria, prevede che siano serviti la pita sale o miele. Il significato di questo rituale può essere trovato nell'espressione "accogliere qualcuno con pane e sale" (dal momento che il pane è un elemento fondamentale della cucina bulgara - e come dice un proverbio bulgaro: "nessuno è più grande del pane", mentre il sale è quell'ingrediente base che insaporisce ogni pasto). Ciò dimostra come i padroni di casa desiderano avere ospiti e condividere pietanze con loro.
La pita libanese è simile a quella cipriota, anche se la prima è due volte più lunga della seconda. Il pane di pita, cotto come la pita di Agio Basilio, è una tradizione cristiana bizantina, condivisa da tutte le nazioni che un tempo facevano parte dell'Impero Romano d'Oriente, rinforzando nuovamente la cultura Cristiana Ellenica che ha diffuso la pita. Il pane di pita o "pita di Basilio" è come un dolce o una torta, con un singolo strato di pan di Spagna o di pane, posti generalmente in piani circolari.
Nei paesi balcanici (Grecia compresa) il termine "pita" ha un significato più ampio rispetto a quello convenzionale di pane. Indica infatti una pietanza a strati (o arrotolata), dolce o salata, fatta di molteplici strati di pasta, di solito non lievitata, alternati con degli strati di condimento e cotta nel forno. Alcune di queste pite in Italiano potrebbero essere intese come "torte" (dolci o salate), ma nei paesi in questione il termine "torta" è riservato ai dolci stratificati fatti con la pasta lievitata, o eventualmente senza pasta (alcune torte di frutta). 
Per alcuni tipi di pita si usa la pasta sfoglia o la pasta frolla, ma la più frequente è la pasta fillo. Nel forno gli strati esterni di questa pasta diventano molto croccanti, mentre quegli interni assorbono una grande quantità d'acqua diventando molto soffici e formando una specie delle membrane interne. Alcune ricette prevedono una spennellata superficiale d'uovo ed esistono anche alcuni tipi di pita dove lo strato di copertura non è rappresentato da pasta, ma dal condimento. Come condimento si usano diversissimi prodotti, vegetali o animali, ad esempio, per le pite dolci: formaggio non stagionato (simile alla ricotta), noci, mandorle, varia frutta (mele, amarene, frutti di bosco, prugne, pere, more, lamponi, fragole), zucca (pita "bundevara"), semi di papavero (pita "makovnjača"), panna, carrube, lardo o ciccioli con eventuale aggiunta di uva sultanina, vaniglia, cannella, noci di moscato ecc., tutto cosparso di zucchero a velo, mentre per le pite salate si usano: carne macinata (suina, bovina, ovina, mista..), formaggio non stagionato o semi-stagionato, funghi, spinacio, erba brusca (pita "zeljanica") o varie altre verdure a foglia, porro, patate, melanzane, cavoli ecc. con pepe nero, aglio e altre spezie. Tradizionalmente le pite erano riservate per le festività e altre occasioni speciali. Oggi sono una pietanza abbastanza comune, si trovano anche nei negozi di strada, come fast food, si preparano regolarmente nelle cucine casalinghe e nei ristoranti, vengono consumate a colazione, a merenda, come snack, a pranzo, come antipasto, o come dessert, ma anche come pasto unico a cena. Anche lo strudel e il burek sono considerati tipi di pita.

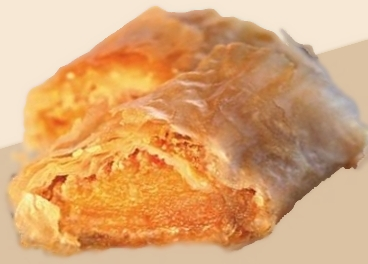
Bundevara (dolce pita con zucca grattugiata)
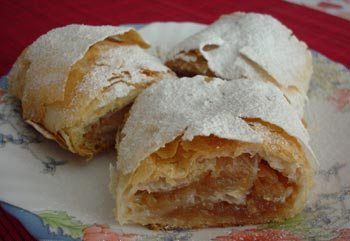
Pita con mele
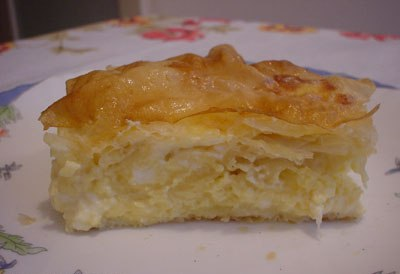
Gibanica (pron. "ghibaniza"), una speciale pita salata serba, con formaggio e uova
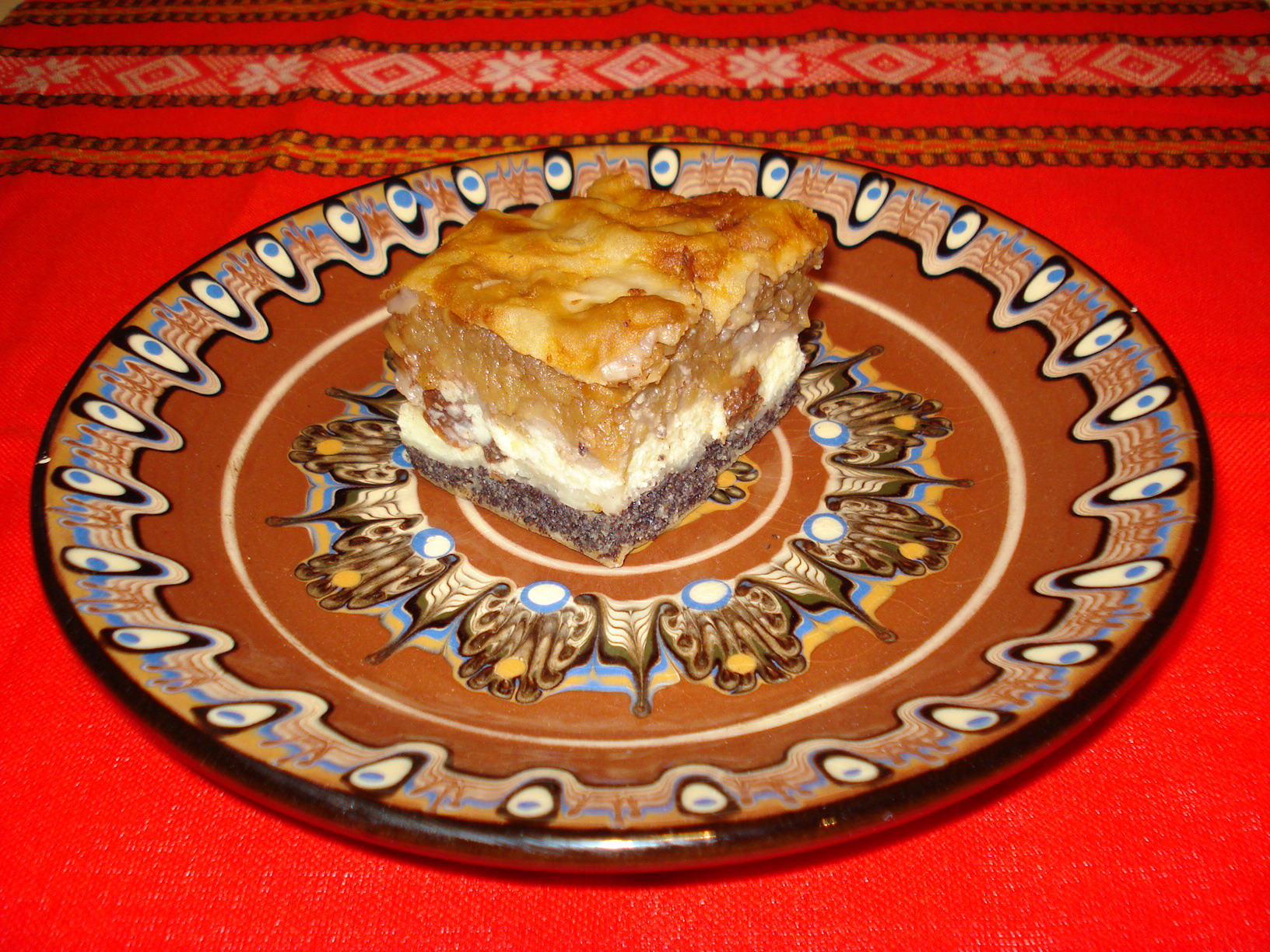
Medjimurska gibanica, invece, è una pita dolce croata, simile alla Prekmurska gibanica slovena.
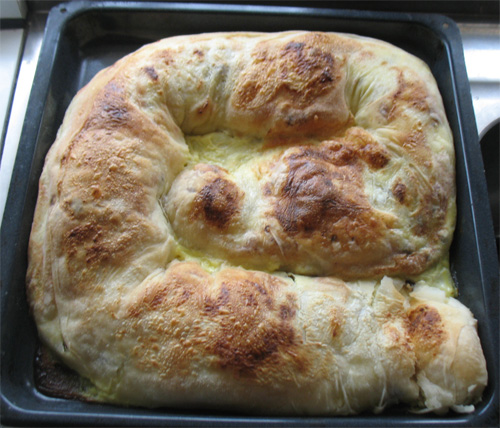
Una pita arrotolata in teglia
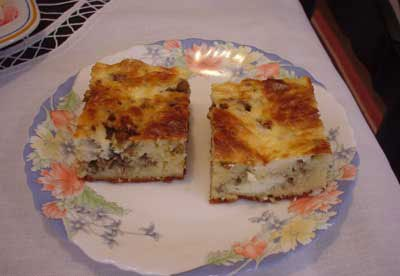
Pita con carne
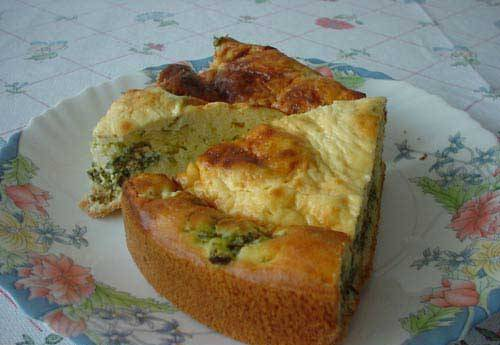
Pita con formaggio e spinaci
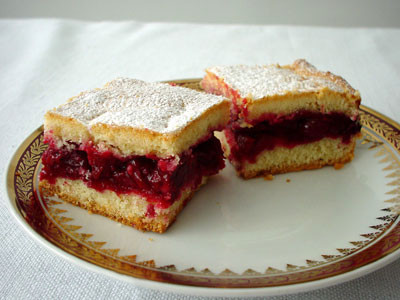
"Lenja pita" ("pita pigra") serba, fatta di pasta lievitata, con amarene
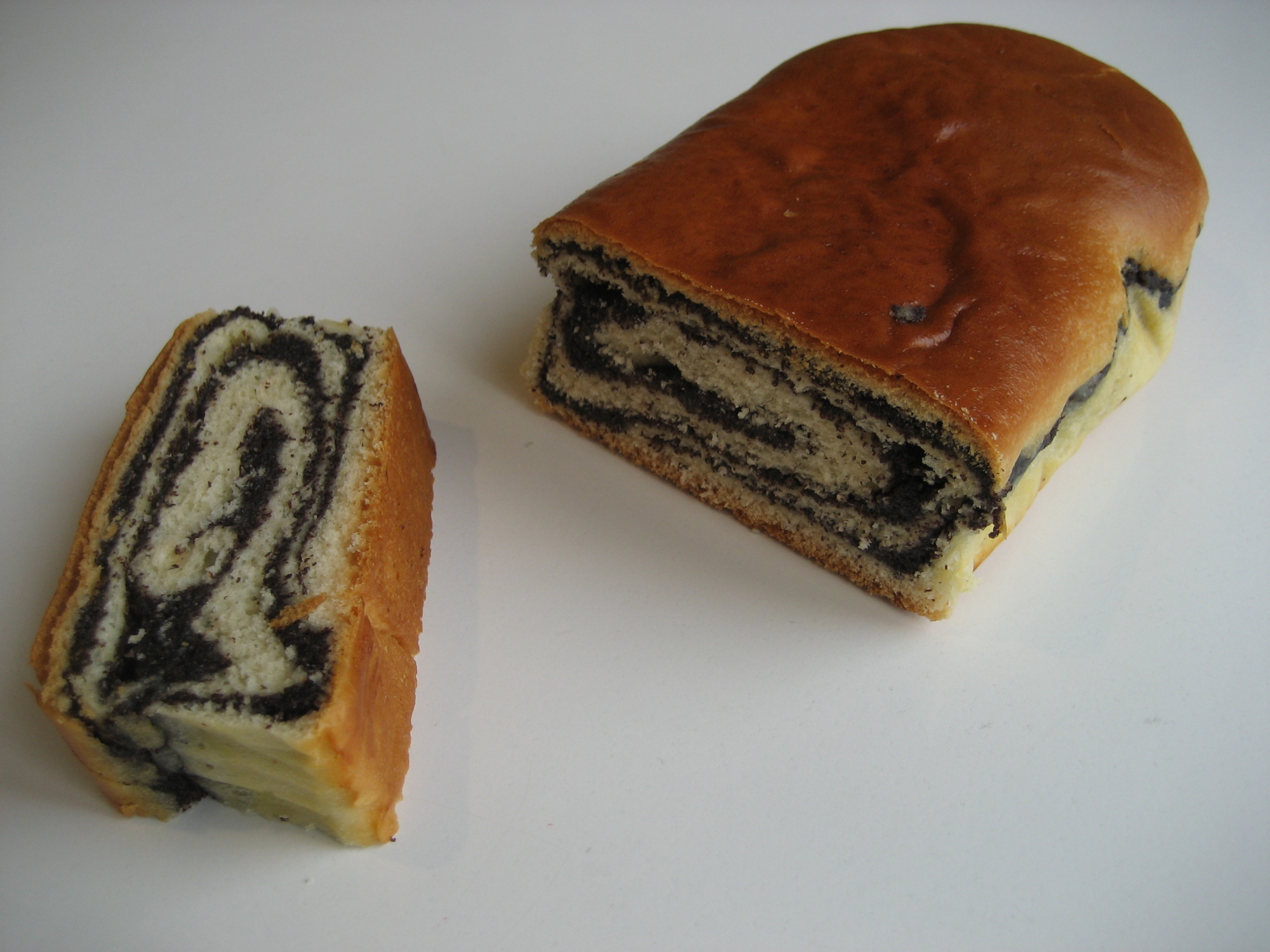
Strudel con semi di papavero
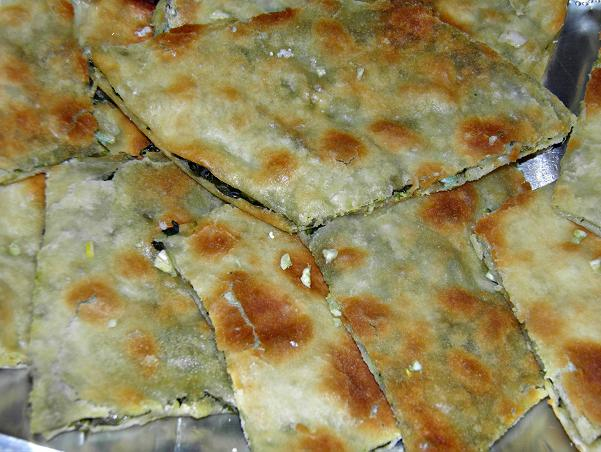
Soparnik, pita dalmata con bietole a foglia ("coste"), erba cipollina e prezzemolo, tipica per la regione di Poljica, tra Spalato ed Almissa
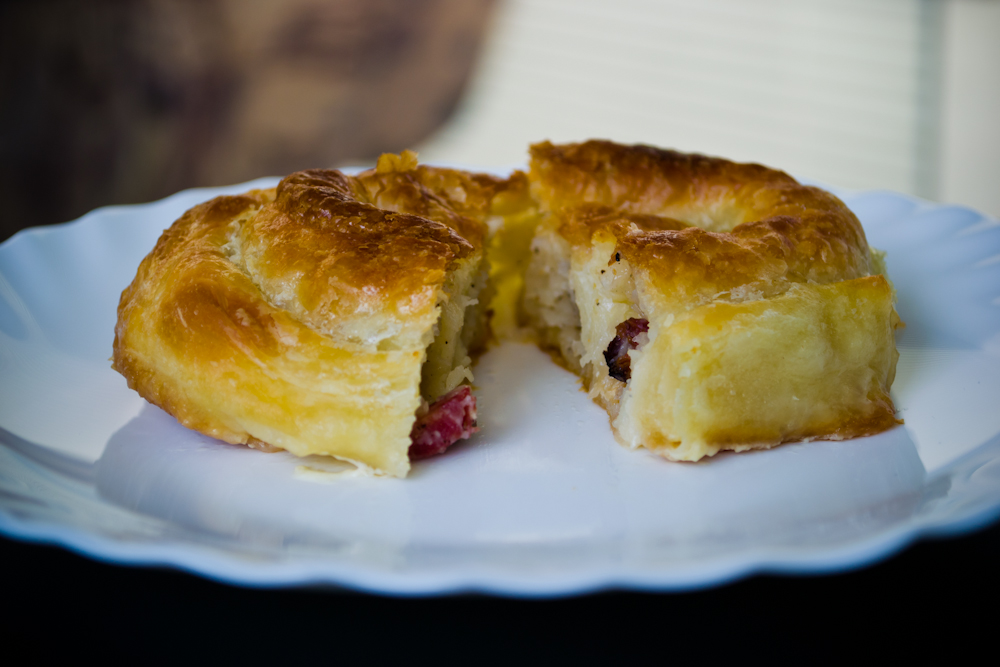
Krompiruša, pita di pasta a fillo, con patate
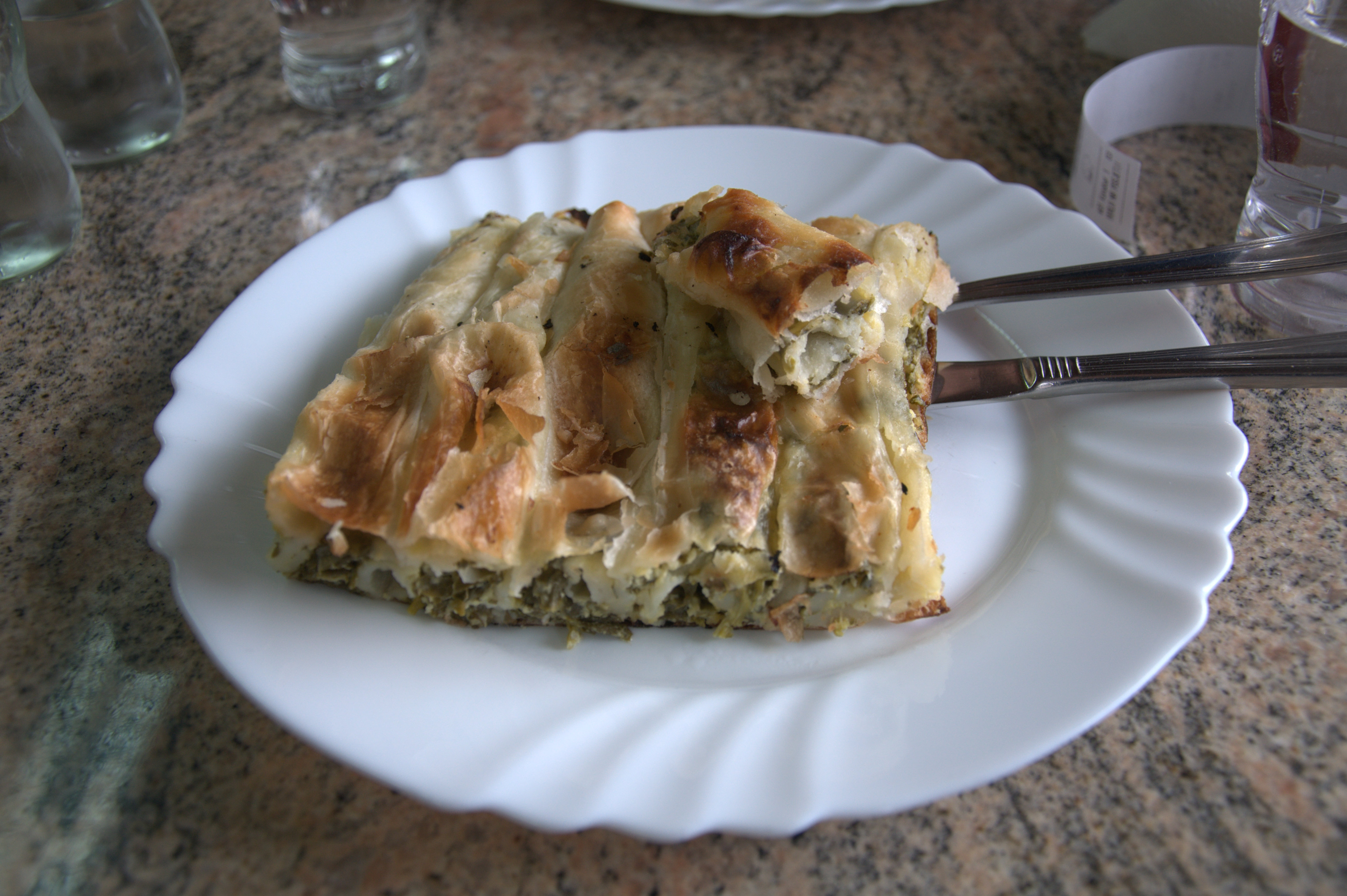
Zeljanica, pita di pasta a fillo, con erba brusca (o spinaci o altre verdure a foglia), formaggio non stagionato (o kajmak) e uova